# 只見町

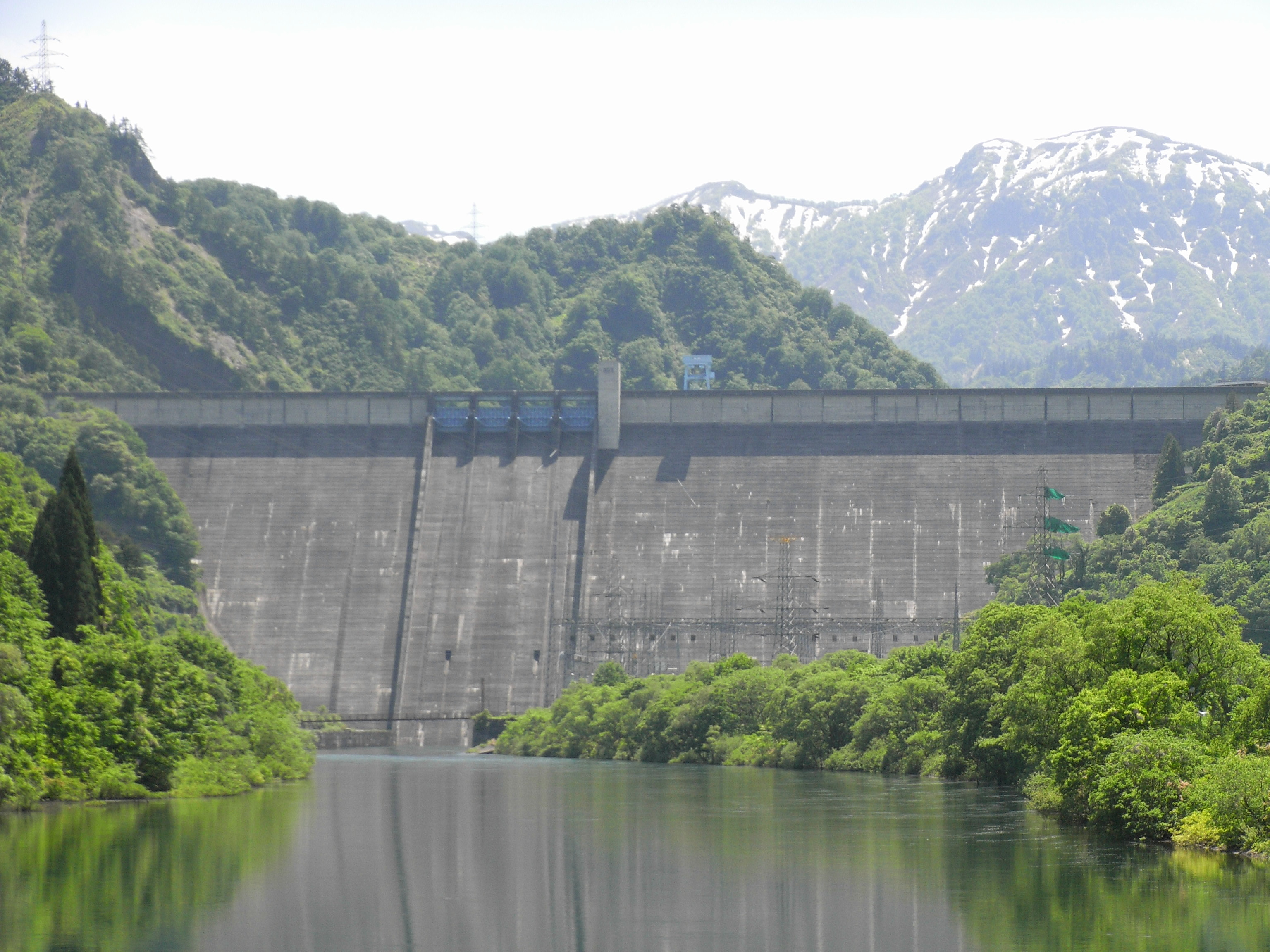
田子倉ダム

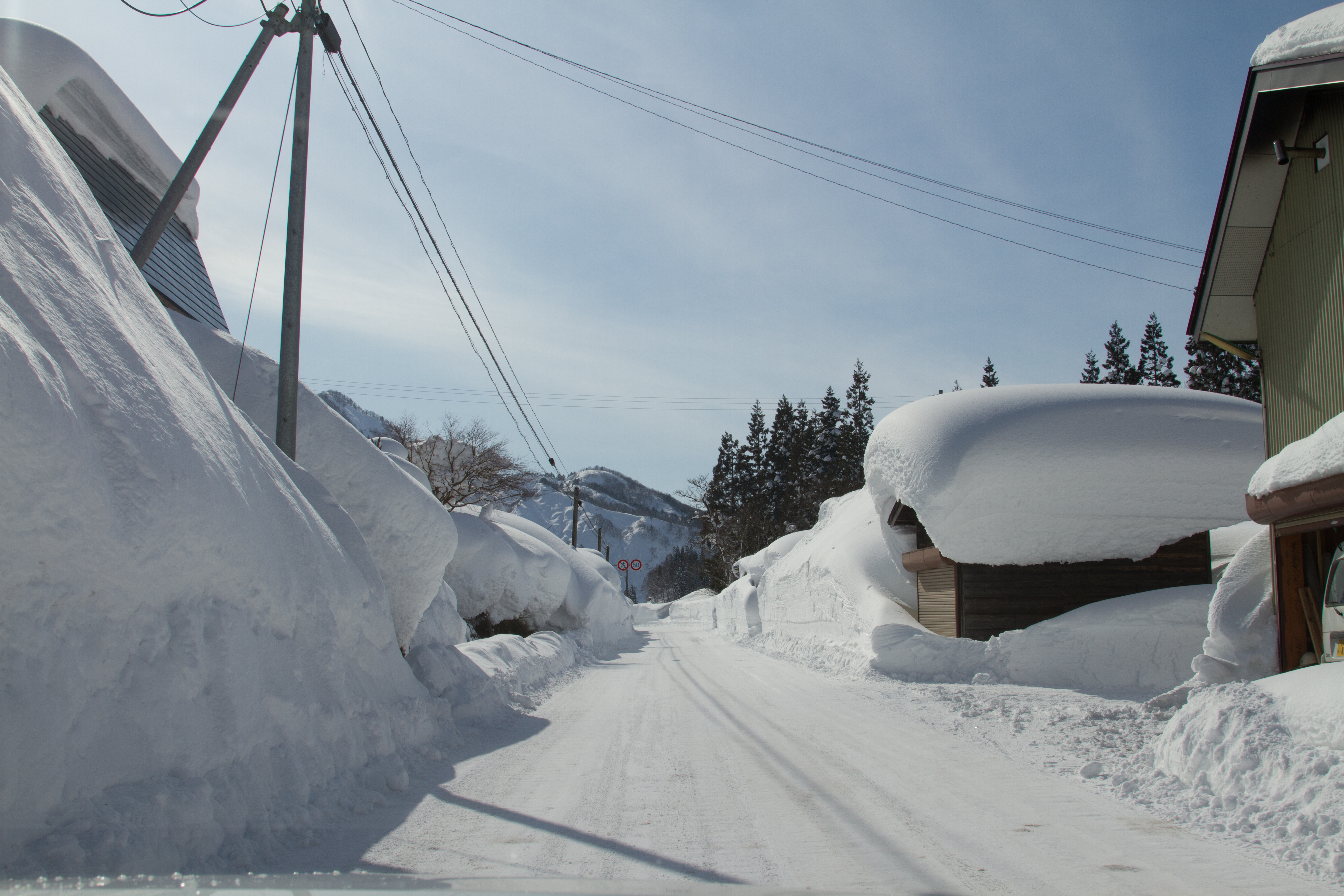
只見町寄岩地区の冬。只見は豪雪地帯である

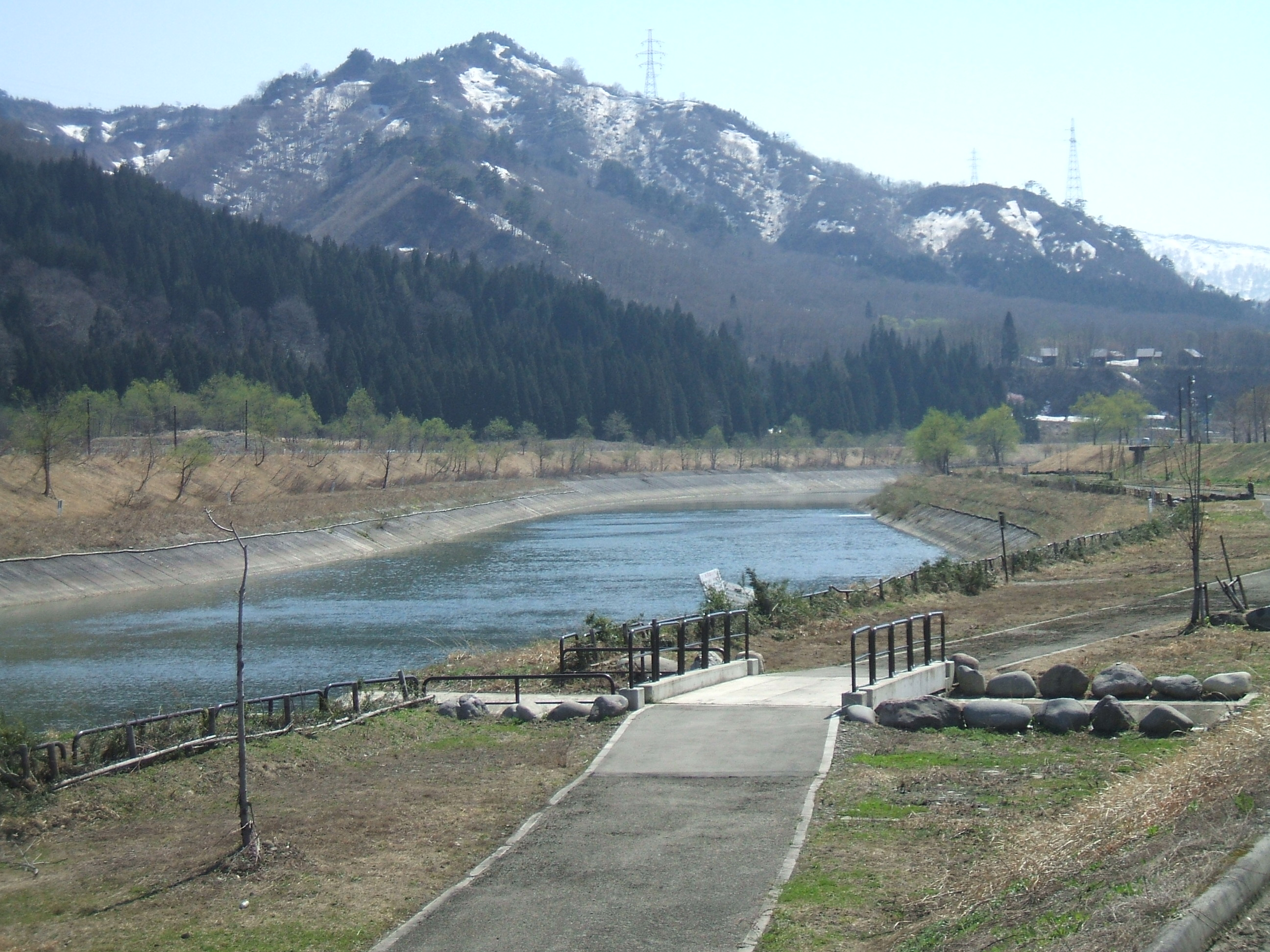
只見川（只見付近）

只見町（ただみまち）は、福島県会津地方に位置し、南会津郡に属する町。
福島県の最西端に位置し、日本有数の豪雪地帯。また、町域を流れる只見川には複数のダムがあり、水力発電の基地となっている。秘境ともいえる日本の原風景を残しており「自然首都」をキャッチフレーズにしている。

## 地理
- 山 ：蒲生岳、会津朝日岳、浅草岳
- 河川：只見川、伊南川
- 湖沼：田子倉湖、只見湖

### 隣接している自治体
- 福島県
  - 大沼郡
    - 金山町
    - 昭和村

  - 南会津郡
    - 南会津町
    - 檜枝岐村
      - 地続きではあるが奥只見ダムから大鳥ダムへ至る道のほかはなく、南会津町（国道289号・国道401号・国道352号）経由で大きく迂回する必要がある。
- 新潟県
  - 三条市
    - 現在も車両では新潟県方面への通り抜けは出来ず、現在「国道289号 八十里越」を建設中。2011年（平成23年）、只見町と三条市において八十里越道路暫定的活用検討懇談会が設立され、イベントバスツアーなど、日程を限定し、マイクロバスでの車両通行を行いながら、全線開通に向けた利活用の検討が進められている。

  - 魚沼市
    - 唯一の連絡道である国道252号は冬期閉鎖されるため、この期間中は只見線でしか行けない。

  - 東蒲原郡
    - 阿賀町
      - 地続きではあるが直結道はなく、柳津町・西会津町（国道400号・国道49号）経由で大きく迂回する必要がある。

## 気候
日本有数の豪雪地帯となっている。寒暖の差が大きく気温の年較差、日較差が大きい顕著な大陸性気候である。降雪量が多く、周辺の自治体と同様に特別豪雪地帯に指定されている。
| 只見町（只見）の気候    | 只見町（只見）の気候 | 只見町（只見）の気候 | 只見町（只見）の気候 | 只見町（只見）の気候 | 只見町（只見）の気候 | 只見町（只見）の気候 | 只見町（只見）の気候 | 只見町（只見）の気候 | 只見町（只見）の気候 | 只見町（只見）の気候 | 只見町（只見）の気候 | 只見町（只見）の気候 | 只見町（只見）の気候 |
| 月                      | 1月                  | 2月                  | 3月                  | 4月                  | 5月                  | 6月                  | 7月                  | 8月                  | 9月                  | 10月                 | 11月                 | 12月                 | 年                   |
| ----------------------- | -------------------- | -------------------- | -------------------- | -------------------- | -------------------- | -------------------- | -------------------- | -------------------- | -------------------- | -------------------- | -------------------- | -------------------- | -------------------- |
| 最高気温記録 °C （°F）  | 11.8 (53.2)          | 15.7 (60.3)          | 19.6 (67.3)          | 29.8 (85.6)          | 33.3 (91.9)          | 33.6 (92.5)          | 37.1 (98.8)          | 36.9 (98.4)          | 35.3 (95.5)          | 30.8 (87.4)          | 24.5 (76.1)          | 18.8 (65.8)          | 37.1 (98.8)          |
| 平均最高気温 °C （°F）  | 2.2 (36)             | 3.0 (37.4)           | 6.6 (43.9)           | 13.8 (56.8)          | 21.3 (70.3)          | 24.7 (76.5)          | 28.0 (82.4)          | 29.5 (85.1)          | 24.8 (76.6)          | 18.4 (65.1)          | 11.8 (53.2)          | 5.1 (41.2)           | 15.8 (60.4)          |
| 日平均気温 °C （°F）    | −1.2 (29.8)          | −1.0 (30.2)          | 1.6 (34.9)           | 6.8 (44.2)           | 13.8 (56.8)          | 18.5 (65.3)          | 22.4 (72.3)          | 23.4 (74.1)          | 19.2 (66.6)          | 12.8 (55)            | 6.3 (43.3)           | 1.3 (34.3)           | 10.3 (50.5)          |
| 平均最低気温 °C （°F）  | −4.2 (24.4)          | −4.6 (23.7)          | −2.5 (27.5)          | 1.3 (34.3)           | 7.3 (45.1)           | 13.6 (56.5)          | 18.4 (65.1)          | 19.3 (66.7)          | 15.4 (59.7)          | 9.0 (48.2)           | 2.6 (36.7)           | −1.6 (29.1)          | 6.2 (43.2)           |
| 最低気温記録 °C （°F）  | −16.1 (3)            | −19.6 (−3.3)         | −16.3 (2.7)          | −7.3 (18.9)          | −0.7 (30.7)          | 4.0 (39.2)           | 10.8 (51.4)          | 11.2 (52.2)          | 5.0 (41)             | −5.8 (21.6)          | −10.1 (13.8)         | −14.9 (5.2)          | −19.6 (−3.3)         |
| 降水量 mm （inch）      | 302.3 (11.902)       | 216.3 (8.516)        | 164.7 (6.484)        | 114.6 (4.512)        | 100.4 (3.953)        | 147.0 (5.787)        | 321.1 (12.642)       | 196.3 (7.728)        | 151.8 (5.976)        | 176.5 (6.949)        | 227.4 (8.953)        | 321.7 (12.665)       | 2,445.9 (96.295)     |
| 降雪量 cm （inch）      | 387 (152.4)          | 300 (118.1)          | 195 (76.8)           | 82 (32.3)            | 4 (1.6)              | 0 (0)                | 0 (0)                | 0 (0)                | 0 (0)                | 0 (0)                | 16 (6.3)             | 256 (100.8)          | 1,233 (485.4)        |
| 平均降水日数 （≥1.0mm） | 24.4                 | 20.4                 | 19.5                 | 14.2                 | 12.1                 | 13.2                 | 16.2                 | 13.6                 | 14.0                 | 15.2                 | 18.3                 | 23.2                 | 204.5                |
| 平均月間日照時間        | 34.1                 | 52.3                 | 91.7                 | 149.8                | 186.7                | 139.5                | 130.9                | 163.2                | 119.0                | 102.0                | 80.0                 | 44.4                 | 1,295.4              |
| 出典1：気象庁           |                      |                      |                      |                      |                      |                      |                      |                      |                      |                      |                      |                      |                      |
| 出典2：気象庁           |                      |                      |                      |                      |                      |                      |                      |                      |                      |                      |                      |                      |                      |

## 歴史
只見は古くは養蚕、塩の生産などで栄えた場所で鉱山も多くあった所である。しかし第二次世界大戦の終結後当町を流れる只見川の電源開発は急速な進展を見て今はダムが町の名物である。田子倉ダムを建設中の昭和30年代前半、只見町はダム建設に沸きダム建設作業員、及びそれを支える飲食店関係の人々を含めた人口は3万人を超え、只見町は市制施行へと、一気に機運が盛り上がったが、ダム建設終了と共に人口が減り続け現在に至る。只見川沿いを下流に下った会津塩沢駅及び河井継之助記念館がある塩沢地区は、かつて地名の由来となった塩が産出され製塩が行われていた。
- 1889年（明治22年）4月1日 - 町村制施行により、南会津郡只見村・田子倉村・叶津村・蒲生村・塩沢村・石伏村・寄岩村・十島村の区域をもって伊北村（いほうむら）が成立する。
- 1952年（昭和27年）11月3日 -只見村と改称。
- 1955年（昭和30年）7月20日 - 明和村と合併して新たな只見村となる。同村とは隣接しておらず、飛地合併となった。
- 1959年（昭和34年）8月1日 - 朝日村を編入、即日町制施行により只見町となる。旧明和村域の飛地状態も解消。
- 1968年（昭和43年）5月1日 - 南郷村大字和泉田の一部を編入。
- 1994年（平成6年）11月19日 - 千葉県柏市と「ふるさと交流都市提携」を結び、姉妹都市となる。

## 産業
- 田子倉ダムを含む只見川は日本有数の水力発電による電源地帯となっている。水力発電が盛ん。

### 人口
| 只見町（に相当する地域）の人口の推移 \| 1970年（昭和45年） \| 8,838人 \| \| \| 1975年（昭和50年） \| 7,759人 \| \| \| 1980年（昭和55年） \| 7,271人 \| \| \| 1985年（昭和60年） \| 6,731人 \| \| \| 1990年（平成2年） \| 6,170人 \| \| \| 1995年（平成7年） \| 5,804人 \| \| \| 2000年（平成12年） \| 5,557人 \| \| \| 2005年（平成17年） \| 5,284人 \| \| \| 2010年（平成22年） \| 4,932人 \| \| \| 2015年（平成27年） \| 4,470人 \| \| \| 2020年（令和2年） \| 4,044人 \| \| |         |  |
| 総務省統計局 国勢調査より |         |  |
| 1970年（昭和45年） | 8,838人 |  |
| 1975年（昭和50年） | 7,759人 |  |
| 1980年（昭和55年） | 7,271人 |  |
| 1985年（昭和60年） | 6,731人 |  |
| 1990年（平成2年） | 6,170人 |  |
| 1995年（平成7年） | 5,804人 |  |
| 2000年（平成12年） | 5,557人 |  |
| 2005年（平成17年） | 5,284人 |  |
| 2010年（平成22年） | 4,932人 |  |
| 2015年（平成27年） | 4,470人 |  |
| 2020年（令和2年） | 4,044人 |  |

## 交通

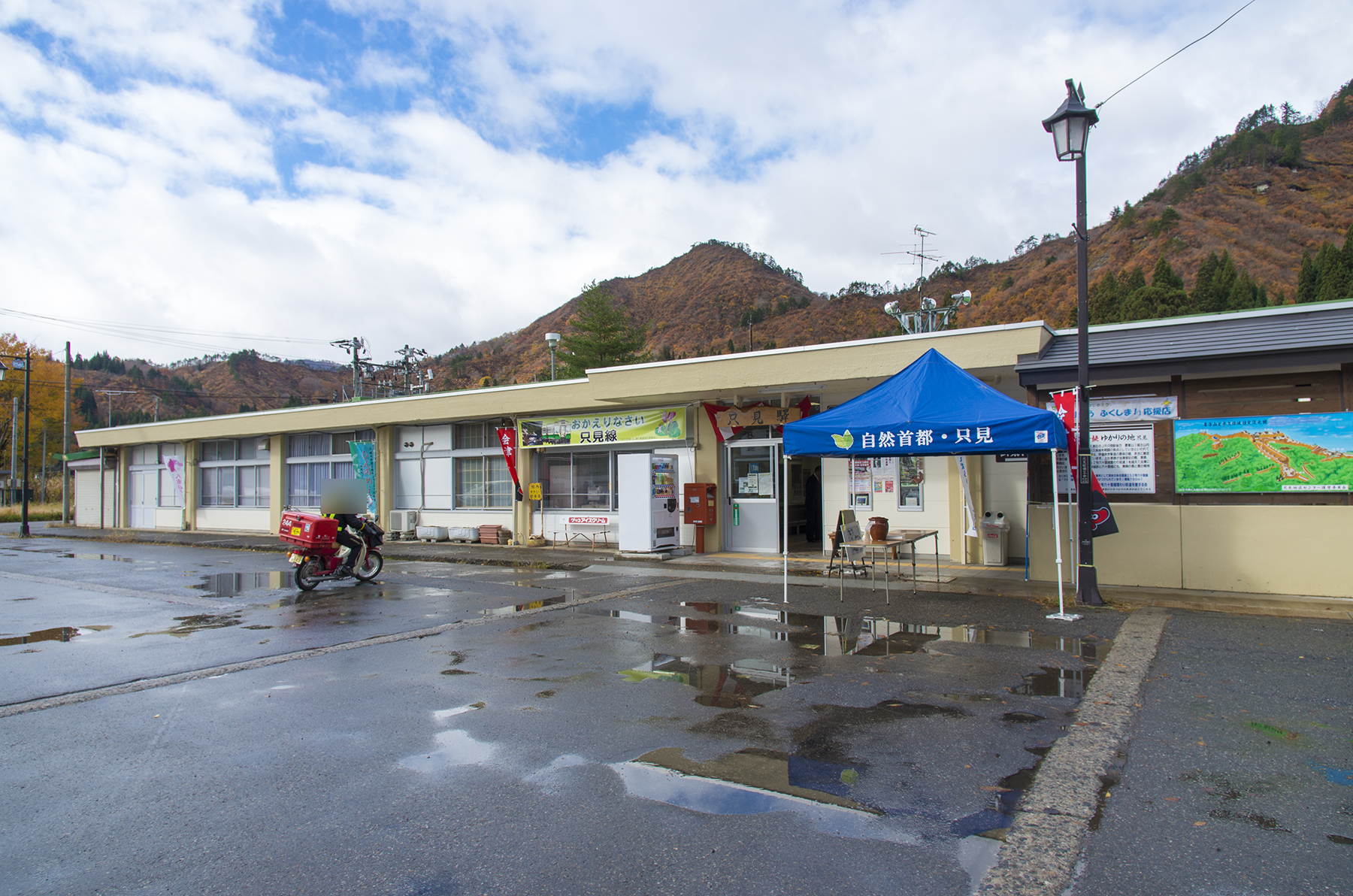
只見駅

### 鉄道
町内を東日本旅客鉄道（JR東日本）の只見線が東から西に走り当町から新潟県魚沼市の小出駅方面、福島県会津若松市の会津若松駅方面への交通の一翼を担っている。町の中心部にある只見駅は単に只見町の玄関口であるというだけでなく只見線の主要駅であり、只見線では数少ない駅員の配置されている駅となっている。只見線は昭和40年代後半頃まで蒸気機関車C11による貨物列車が運行されていたことから、駅構内には蒸気機関車の進行方向を切り替える人力による転車台が残されている。また近年は臨時運行される観光列車の折り返し地点となっていた。
只見線は典型的なローカル線で、全体を走り通す列車の本数は只見から小出方面へは一日に4往復程度、只見から会津若松方面へは一日に3往復程度といたって少ない。だが、冬季は並行する国道252号が新潟県との県境附近の六十里越（峠）前後の区間で豪雪のため閉鎖となるため、当町から新潟県に抜ける唯一の交通手段となる。当町内の只見線には只見駅のほか会津塩沢駅・会津蒲生駅があるが、いずれも無人駅である。
2011年（平成23年）7月に発生した集中豪雨により、只見駅から会津川口駅（金山町）までの区間で営業休止となり代行バスが運行されたが、JR東日本は単独での復旧が困難との見方を示し、このまま廃線になるのではないかとの危機感が強まっていた（※ 関連記事「只見線#新潟・福島豪雨による長期路線寸断」も参照）。
2016年（平成28年）12月に上下分離方式での復旧が周辺自治体、福島県、JRとで方針決定した。
2022年10月1日、会津川口駅 - 只見駅間が復旧し全線運転再開。同区間を上下分離方式に移行し、JR東日本が第二種鉄道事業者、福島県が第三種鉄道事業者となり、JR東日本の第一種鉄道事業を廃止。
東日本旅客鉄道
只見線
（金山町） - 会津塩沢駅 - 会津蒲生駅 - 只見駅 - （魚沼市）

### バス・交通機関
会津バスが只見駅～梁取～山口車庫（南会津町）間の路線を運行していたが、不採算のため只見駅～梁取間が2007年（平成15年）3月限り廃止され、南会津町営バスとして残った梁取～山口車庫間も2008年（平成20年）3月限りで廃止された。そのため、2019年4月1日に定期路線ワゴン自然首都・只見号が運行を開始するまでの間は路線バスが全く通っていなかった。
- 会津鉄道会津田島駅とJR只見線只見駅を結ぶ「定期路線ワゴン自然首都・只見号」が運行されている。国道289号駒止峠経由して会津バスの不通区間を結ぶ交通機関として利用できる。全区間利用時は1500円、町内のみ利用時は200円。なお、定員が9名のワゴン車のため、5名以上の団体利用時には只見町商工会が主体の只見雪んこタクシー予約センターまで連絡が必要。

- 2006年（平成18年）10月に町が只見町商工会に委託する形でデマンド型交通「只見雪んこタクシー」の運行を平日限定で開始したが、利用できるのは事前に登録した町民のみとなっている。

### 道路
- 国道252号（例年11月下旬から4月下旬まで冬期間の積雪のため只見町～魚沼市までが通行不可となる。閉鎖時期、再開通時期は積雪量と除雪作業等により毎年変わる。）
- 国道289号（新潟県方面不通）

国道252号 新潟県境付近は豪雪のため冬季閉鎖される。しかし2026年に八十里越道路が開通することにより新潟県へのアクセス時間が大幅に短縮される。
最寄りの高速道路インターチェンジは、関越道魚沼インターチェンジ（夏季のみ）、磐越道会津坂下インターチェンジ、東北道西那須野塩原インターチェンジ。

### 警察
- 南会津警察署
  - 只見駐在所
  - 朝日駐在所
  - 明和駐在所

## 郵便
- 只見郵便局（集配局）
- 明和郵便局（集配局）
- 朝日郵便局
- 塩沢簡易郵便局
- 布沢簡易郵便局

## 学校
- 只見町立只見小学校
- 只見町立朝日小学校
- 只見町立明和小学校

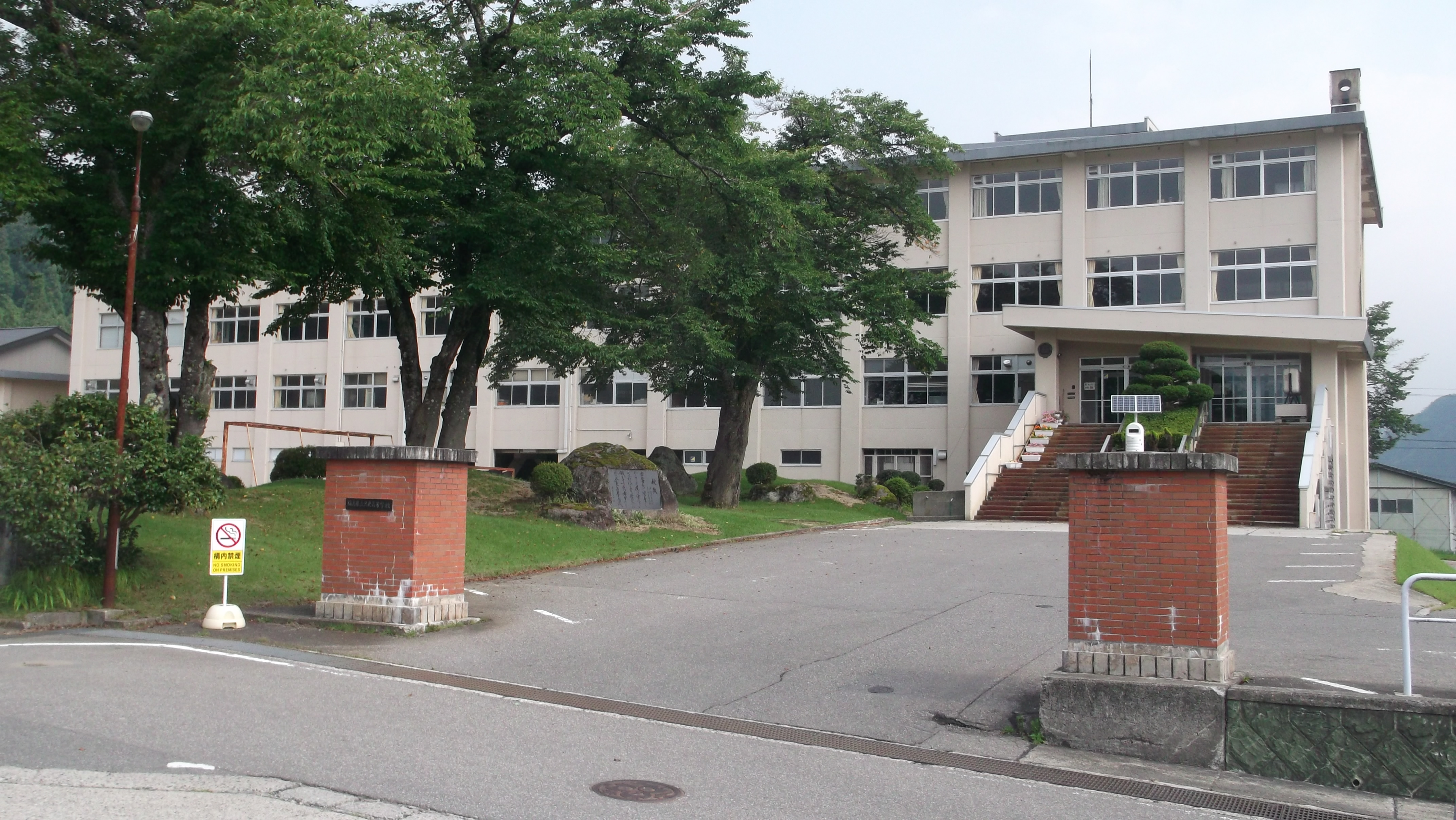
只見高等学校

- 只見町立只見中学校 - 2007年（平成19年）、只見町立朝日中学校と只見町立明和中学校と只見町立只見中学校を統合した）
- 福島県立只見高等学校

## 只見ユネスコエコパーク
只見ユネスコエコパークは、福島県西端、新潟県の県境近くに位置し只見町全域と桧枝岐村の一部にまたがる78,032ヘクタールの生物圏保護地域で、原則立ち入りを禁止する「核心地域」、立ち入りが可能な「緩衝地域A」「緩衝地域B」、人が生活する「移行地域」にわけられる。只見川と伊南川の流域を除くほぼ全域は海抜約1,500 mの山岳地帯であり、多様な生育環境に適応した植物の群落はモザイク状の植生を形成している。このうち、ブナの天然林400平方キロメートルと50 kmにも及ぶユビソヤナギの河畔林は国内最大規模とされ、山間地の豪雪地帯が育んだ自然と文化が共存する地域が世界的に貴重と評価され、北海道・東北では初の指定となった。JR只見線にこれをデザインしたラッピング気動車や代行バスも運行されている。豪雪がもたらす厳しくも豊かな自然環境とそこに生きる人々がテーマであり、周囲は会津朝日岳、浅草岳など1000m級の山に囲まれているため、平地ですら3-5mもの積雪になる文字通りの豪雪地帯である。それゆえブナ林など落葉広葉樹がそだつ環境でありながら、地質的な要因と毎年繰り返される雪崩により基岩が露呈、急峻な雪食地形（アバランチシュート）となり、それに適合したモザイク植生が生まれる。尾根づたいにはキタゴヨウなどの針葉樹林、斜面にはミヤマナラ、オトメユリなど、安定地にはブナ林、谷沿いにはトチノキ、サワグルミなどの渓畔林が成立している。この変化に富んだ植生構造によりクマタカ、イヌワシ（ニホンイヌワシ）などの猛禽類はじめ、ツキノワグマ（ニホンツキノワグマ）、ニホンカモシカやニッコウイワナ、サンショウウオなどが高い密度で生育しており、クロホオヒゲコウモリなどのコウモリも見られる。2014年（平成26年）6月指定。

## 名所・旧跡・観光スポット・祭事・催事
- 只見温泉
- 深沢温泉むら湯
- 旧叶津番所
- 水久保城跡
- 河井継之助記念館
- Jパワー只見展示館
- 歳時記会館（物産販売・食事処）
- ただみ・ブナと川のミュージアム（只見町ブナセンター）、水の郷・只見川公園
- ただみ・モノとくらしのミュージアム
- 成法寺
- 奥只見ダム
- 大鳥ダム
- 田子倉ダム
  - 奥只見・田子倉両ダム相互間を結ぶ只見川沿いの一般道はなく、かつその中間部にある大鳥ダムは関係者以外立ち入り禁止となっているため、当町中心部から奥只見ダムへは直接行けない（南会津町&桧枝岐村経由または新潟県魚沼市経由で大きく迂回する形。但し桧枝岐村七入以西の国道352号と魚沼市経由ルートは冬季閉鎖されるため、奥只見ダムも冬期間は立ち入り不可）。
- 黒谷ダム（世界一のゴム引布製起伏堰）
- 三石神社
- 恵みの森（ブナ原生林）

近年は2月第2土日に雪まつりというイベントがある。会場は駅前に隣接した広場。
積雪2mという環境から雪は豊富であり、奥会津地域で最古の歴史をもつイベントである。
なお、このときの雪を広場に積み上げておくだけで、5月連休まで一部は溶けずに残っている。
この雪を何かに使えないか検討中。2006年（平成18年）7月にはこの雪で雪ダルマを作りSL列車を歓迎した。
以前は7月下旬には水の郷まつりが開催され、イワナのつかみとりなどが行われていたが、現在は10月初旬の土日に、「只見・水の郷うまいものまつり」として食の祭典と合わせて、田子倉ダム見学、いわなのつかみどり、ステージイベントが行われている。

## 姉妹都市
- 柏市（千葉県）

上記のとおり、1994年（平成6年）11月19日に姉妹都市となった。それ以前（1980年代）より、柏市にある公民館（コミュニティセンター）の1つである「永楽台近隣センター」と交流があり、永楽台近隣センター（及び、隣接の永楽台近隣公園）のイベントで只見町の物産品販売が行われていた。
現在は、「チューリップフェスティバル」「あけぼの山農業公園まつり」、柏まつりにおいて毎年只見町の物産販売が行われ、祭りのイベントの1つである「柏おどりコンテスト」（2019年廃止）→「柏おどりLIVE」（2023年）「模範演舞」（2024年以降）にも「福島県只見町チーム」として、前述の「自然首都」と記載された浴衣姿で参加している。

## 関連人物
出身者
- 三瓶宏志（NHKアナウンサー）

ゆかりの人物
- 天童よしみ（演歌歌手・母方の祖母が只見町出身）
- 関町知弘（ライス、お笑い芸人・母方の祖母が只見町出身）

## 脚註
1. ↑  図典 日本の市町村章 p51
2. ↑  “平年値（年・月ごとの値）”.   気象庁. 2024年12月13日閲覧。
3. ↑  “観測史上1～10位の値（年間を通じての値）”.   気象庁. 2025年8月7日閲覧。
4. ↑  『只見線全線運転再開について』（PDF）（プレスリリース）福島県／東日本旅客鉄道仙台支社、2022年5月18日。オリジナルの2022年5月18日時点におけるアーカイブ。2022年5月28日閲覧。
5. ↑  『鉄道事業の廃止の届出に係る公衆の利便の確保に関する意見の聴取について（公示のお知らせ）』（PDF）（プレスリリース）国土交通省東北運輸局、2021年7月12日。オリジナルの2021年10月3日時点におけるアーカイブ。2022年9月13日閲覧。
6. 1 2 3 4  “Tadami Biosphere Reserve, Japan” (英語). UNESCO (2020年4月). 2023年2月6日閲覧。